# Charleville (Irlanda)
Charleville o Ráth Luirc (in irlandese: An Ráth) è una cittadina nella contea di Cork, in Irlanda.

## Infrastrutture e trasporti
La stazione della cittadina si trova sulla ferrovia Dublino-Cork ed è servita dagli Intercity Iarnród Éireann della relazione Dublino Heuston – Cork Kent. Tra il 1862 e il 1967 dalla stazione si diramava una linea per Limerick.